# Centro-Oeste Celular
Centro-Oeste Celular (TCO) foi uma empresa de telefonia móvel que atuava na Banda A nos estados do Acre, Goiás, Mato Grosso, Mato Grosso do Sul, Rondônia e Tocantins e também no Distrito Federal (Brasil). A empresa foi extinta alguns anos depois, após se unir com outras operadoras e formar a Vivo.

## História
A Centro-Oeste Celular era formada por seis operadoras: Telegoiás Celular (Goiás), Telebrasília Celular (Distrito Federal), Telemat Celular (Mato Grosso), Telems Celular (Mato Grosso do Sul), Teleacre Celular (Acre) e Teleron Celular (Rondônia).
Em julho de 1998, durante a privatização do sistema Telebrás, o TCO foi arrematada pela Splice do Brasil.
Em 2003, a Telesp Celular adquiriu a TCO (e sua subsidiária NBT) por R$ 1,505 bilhão, sendo incorporada em 2005.